# Лорноксикам
Лорноксикам (англ. Lornoxicam, лат. Lornoxicamum) — синтетичний препарат, що належить до групи оксикамів, які є представниками нестероїдних протизапальних препаратів. Лорноксикам може застосовуватися як перорально, так і парентерально, а також для внутрішньосуглобового застосування. Лорноксикам розроблений у лабораторії компанії «Nycomed» за участю її відокремленого австрійського підрозділу «HN Pharm» і лабораторій у ДаніЇ, Норвегії та кількох інших країнах, та застосовується у широкій клінічній практиці з 1993 року.

## Фармакологічні властивості
Лорноксикам — синтетичний препарат, що є представником оксикамів та належить до групи нестероїдних протизапальних препаратів. Механізм дії препарату, як і інших представників групи нестероїдних протизапальних препаратів, полягає у інгібуванні ферменту циклооксигенази, яка забезпечує перетворення арахідонової кислоти у простагландини і тромбоксани. Особливістю механізму дії лорноксикаму є те, що він не інгібує ферменту 5-ліпоксигенази та завдяки цьому не пригнічує синтез лейкотрієнів, що також сприяє зниженню больових відчуттів завдяки здатності ліпооксигеназних метаболітів арахідонової кислоти стимулювати гальмування больових імпульсів у спинному мозок. Виражений знеболювальний ефект лорноксикаму також обумовлений стимуляцією вивільнення ендогенних динорфіну та ендорфіну, які беруть участь у центральних механізмах знеболювання, та гальмування синтезу простагландинів у таламічних центрах больової чутливості. Знеболювальний ефект лорноксикаму при клінічних дослідженнях оцінювався вище або був рівнозначний у порівнянні з іншими нестероїдними протизапальними препаратами (кетопрофен, кеторолак, парацетамол, парекоксиб, рофекоксиб, диклофенак, індометацин); та був вищий від подібного ефекту трамадолу, рівнозначних знеболювальному ефекту інших наркотичних анальгетиків і сприяв зниженню дози інших наркотичних засобів (морфіну, тримеперидину), не викликаючи одночасно синдрому залежності від препарату, зниження моторики кишечнику та не викликаючи пригнічнення дихання. Особливістю механізму дії лорноксикаму є також рівнозначна дія препарату на ізоформи циклооксигенази — ЦОГ-1 і ЦОГ-2, що також сприяє зменшенню кількості побічних ефектів цього лікарського засобу як із боку травної системи, так із боку серцево-судинної системи. Лорноксикам має значно нижчий період напіввиведення (у середньому 4 години), ніж у інших препаратів групи оксикамів (піроксикаму, теноксикаму), що сприяє відсутності кумуляції препарату в організмі та є ще одним фактором зменшення числа побічних ефектів. На відміну від коротшого періоду напіввиведення препарату із крові, період напіввиведення та активність лорноксикаму в синовіальній рідині значно довші (10—12 годин), а максимальна концентрація препарату в синовіальній рідині досягається за 4 години, тобто вже у час зниження активності препарату в крові. Лорноксикам гальмує синтез інтерлейкіну-6, синтез оксиду азоту, а також утворення фактору некрозу пухлини і стимулює синтез протеогліканів у хрящовій тканині. Лорноксикам також має жарознижувальний ефект, та має антиагрегантні властивості.

### Фармакокінетика
Лорноксикам швидко і добре всмоктується як при пероральному, так і при парентеральному застосуванні, біодоступність препарату складає 90—100%. При ректальному застосуванні біодоступність лорноксикаму складає лише 65%. Максимальна концентрація лорноксикаму в крові досягається протягом 15 хвилин після внутрішньом'язового застосування, та 1—2 години після перорального застосування. Лорноксикам практично повністю (на 99%) зв'язується з білками плазми крові. Препарат може проникати через плацентарний бар'єр, даних за виділення лорноксикаму в грудне молоко немає. Метаболізується препарат у печінці з утворенням неактивних метаболітів (переважно 5'-гідроксилорноксикама, а також двох інших метаболітів у меншій кількості). Виводиться лорноксикам переважно через печінку (із жовчю, а також із калом), близько 1/3 лорноксикаму виводиться із сечею. Період напіввиведення лорноксикаму складає 4 години, відсутні дані про кумуляцію лорноксикаму в організмі, а також подовження часу напіввиведення препарату при печінковій та нирковій недостатності, а також у хворих похилого віку.

## Показання до застосування
Лорноксикам застосовується при ревматологічних захворюваннях (ревматоїдному артриті, анкілозуючому спондилоартриті, остеоартрозі, подагрі); а також як знеболювальний засіб для лікування помірного та значно вираженого больового синдрому при альгодисменореї, невралгіях, міалгіях, бурситах, тендовагінітах, люмбоішіалгії, головній та зубній болі, гарячці при простудних та інфекційних захворюваннях.

## Побічна дія
При застосуванні лорноксикаму побічні ефекти спостерігаються у 21—27% випадків застосування препарату, але важкість та інтенсивність цих випадків була нижчою, ніж у інших знеболювальних та протизапальних препаратів, та найчастіше були легкими та помірної інтенсивності. Найчастіше при застосуванні лорноксикаму спостерігаються побічні ефекти з боку травної системи (згідно оцінок при клінічних дослідженнях — у 19,5% випадків застосування препарату). Частіше (від 1 до 10% випадків застосування) серед гастоінестинальних побічних ефектів спостерігаються біль у животі, нудота, блювання, діарея, диспепсія; рідше (0,1—1%) запор, метеоризм, сухість у роті, відрижка, загострення виразкової хвороби, гастрит; рідко (0,01—0,1%) можуть спостерігатися мелена, блювання кров'ю, стоматит, езофагіт, шлунково-кишкові кровотечі, порушення функції печінки; дуже рідко (менше 0,01%) може спостерігатися печінкова недостатність.
Серед інших побічних ефектів можуть спостерігатися:
- З боку шкірних покривів та алергічні реакції — нечасто (0,1—1% випадків) висипання на шкірі, свербіж шкіри, гіпергідроз, алопеція, кропив'янка; рідко (0,01—0,1%) фарингіт, пурпура, бронхоспазм, кашель, алергічні реакції, гарячка; дуже рідко (менше 0,01%) синдром Стівенса-Джонсона, синдром Лаєлла, набряк Квінке.
- З боку нервової системи — часто (1—10%) головний біль, головокружіння; нечасто (0,1—1%) депресія, підвищена збудливість, порушення сну, кон'юнктивіт, відчуття дзвону у вухах; рідко (0,01—0,1%) сонливість, парестезії, тремор, мігрень, порушення зору.
- З боку серцево-судинної системи — нечасто (0,1—1%) тахікардія, периферичні набряки, серцева недостатність, гіперемія обличчя; рідко (0,01—0,1%) артеріальна гіпертензія, підвищена кровоточивість.
- З боку сечостатевої системи — рідко ніктурія, інтерстиційний нефрит, гломерулонефрит, ниркова недостатність, нефротичний синдром, дизурія, папілярний некроз.
- Зміни в лабораторних аналізах — рідко можуть спостерігатися тромбоцитопенія, анемія, лейкопенія, агранулоцитоз, підвищення рівня креатиніну та сечовини в крові, збільшення активності печінкових ферментів.

## Протипокази
Лорноксикам протипоказаний при підвищеній чутливості до препарату та інших нестероїдних протизапальних препаратів, загостренні виразкової хвороби шлунку та дванадцятипалої кишки, шлунково-кишковій кровотечі та кровотечах при судинно-мозкових захворюваннях, порушеннях згортання крові, виражених порушеннях функції печінки та нирок, порушеннях згортання крові, бронхіальній астмі зі супутнім поліпозом носа та непереносимістю ацетилсаліцилової кислоти, важкій серцевій недостатності, вагітності та годуванні грудьми, дітям до 18 років.

## Форми випуску
Лорноксикам випускається у вигляді таблеток по 0,004 та 0,008 г та у вигляді порошку для ін'єкцій у флаконах по 0,008 г.